# 二川村 (千葉県山武郡)
二川村（ふたかわむら）は、千葉県山武郡（武射郡）にかつて存在した村である。
村名のとおり、東に栗山川の支流である高谷川、西に木戸川が流れている。芝山町の主要部を占めており、現在では「芝山」の名が使われるため、ほとんどその名をとどめていない。

## 地理
- 現在の芝山町の南部に位置する。
- 村域は台地と平地が入り組む谷戸が多い地形になっている。

## 歴史

### 沿革
- 1889年（明治22年）4月1日 - 町村制施行に伴い、柴山村、小池村、山中村、殿部田村、高谷村、境村、宮崎村、新井田村、新井田新田、上吹入村、下吹入村、牧野村、高田村、大台村と高田村外二村入会地が合併して武射郡二川村が発足。
- 1897年（明治30年）4月1日 - 山辺郡、武射郡が統合されて山武郡となる。
- 1955年（昭和30年）7月1日 - 二川村は千代田村と合併し、芝山町を新設。同日二川村廃止。

変遷表
| 1868年 以前 | 1868年 以前 | 明治22年 4月1日 | 明治30年 4月1日 | 明治30年 4月1日 | 昭和30年 7月1日 | 現在   |
| ----------- | ----------- | --------------- | --------------- | --------------- | --------------- | ------ |
|             | 柴山村      | 二川村          | 山武郡 発足     | 二川村          | 芝山町          | 芝山町 |
|             | 小池村      | 二川村          | 山武郡 発足     | 二川村          | 芝山町          | 芝山町 |
|             | 山中村      | 二川村          | 山武郡 発足     | 二川村          | 芝山町          | 芝山町 |
|             | 殿部田村    | 二川村          | 山武郡 発足     | 二川村          | 芝山町          | 芝山町 |
|             | 高谷村      | 二川村          | 山武郡 発足     | 二川村          | 芝山町          | 芝山町 |
|             | 境村        | 二川村          | 山武郡 発足     | 二川村          | 芝山町          | 芝山町 |
|             | 宮崎村      | 二川村          | 山武郡 発足     | 二川村          | 芝山町          | 芝山町 |
|             | 新井田村    | 二川村          | 山武郡 発足     | 二川村          | 芝山町          | 芝山町 |
|             | 新井田新田  | 二川村          | 山武郡 発足     | 二川村          | 芝山町          | 芝山町 |
|             | 上吹入村    | 二川村          | 山武郡 発足     | 二川村          | 芝山町          | 芝山町 |
|             | 下吹入村    | 二川村          | 山武郡 発足     | 二川村          | 芝山町          | 芝山町 |
|             | 牧野村      | 二川村          | 山武郡 発足     | 二川村          | 芝山町          | 芝山町 |
|             | 高田村      | 二川村          | 山武郡 発足     | 二川村          | 芝山町          | 芝山町 |
|             | 大台村      | 二川村          | 山武郡 発足     | 二川村          | 芝山町          | 芝山町 |

## 人口
総数 [単位： 人]
| 1891年（明治24年） | 4,775 |

## 名所・旧跡
- 芝山仁王尊